# Список епізодів Супердівчини
«Супердівчина» — американський супергеройський екшн-пригодницький драматичний телесеріал, розроблений Алі Адлер, Грегом Берланті й Ендрю Крайсбергом на основі персонажа DC Comics Супердівчини, створеного Отто Біндером та Елом Пластіно, який спочатку транслювався на CBS, а прем'єра якого відбулася 26 жовтня 2015 року. Супердівчина — костюмована супергероїня, котра є біологічною двоюрідною сестрою Супермена й однією з останніх уцілілих криптонців. Серіал був офіційний підібраний 6 травня 2015 року, а отримав замовлення повного сезону 30 листопада 2015 року. Серіал переїхав із CBS до The CW, починаючи зі свого другого сезону.
2 квітня 2018 року серіал було поновлено на четвертий сезон, прем'єра якого відбулася 14 жовтня 2018 року. 31 січня 2019 року The CW поновив серіал на п'ятий сезон. Станом на 5 травня 2019 року було випущено 85 епізодів Супердівчини.

## Огляд серіалу
| Сезон | Епізоди | Епізоди | Оригінальний показ | Оригінальний показ | Оригінальний показ | Місце        | Глядачів (сер., млн.) |
| Сезон | Епізоди | Епізоди | Перший показ       | Останній показ     | Мережа             | Місце        | Глядачів (сер., млн.) |
| ----- | ------- | ------- | ------------------ | ------------------ | ------------------ | ------------ | --------------------- |
| 1     | 20      | 20      | 26 жовтня 2015     | 18 квітня 2016     | CBS                | 39           | 9,81                  |
| 2     | 22      | 22      | 10 жовтня 2016     | 22 травня 2017     | The CW             | 129          | 3,12                  |
| 3     | 23      | 23      | 9 жовтня 2017      | 18 червня 2018     | The CW             | 154          | 2,82                  |
| 4     | 22      | 22      | 14 жовтня 2018     | 19 травня 2019     | The CW             | В очікуванні | В очікуванні          |

## Епізоди

### Сезон 1 (2015—16)
Супердівчина (сезон 1)

### Сезон 2 (2016—17)
Супердівчина (сезон 2)

### Сезон 3 (2017—18)
Супердівчина (сезон 3)

### Сезон 4 (2018—19)
Супердівчина (сезон 4)